# المدينة المفقودة (فلم 2022)
المدينة المفقودة (بالإنجليزية: The Lost City) هو فيلم مغامرات،أكشن،كوميديا رومانسية أمريكي صدر عام 2022 من بطولة ساندرا بولوك،تشانينج تيتوم ودانيال رادكليف.

## روابط خارجية
المدينة المفقودة على موقع IMDb (الإنجليزية)
- المدينة المفقودة على موقع ميتاكريتيك (الإنجليزية)
- المدينة المفقودة على موقع الموسوعة البريطانية (الإنجليزية)
- المدينة المفقودة على موقع روتن توميتوز (الإنجليزية)
- المدينة المفقودة على موقع قاعدة بيانات الأفلام العربية
- المدينة المفقودة على موقع ألو سيني (الفرنسية)
- المدينة المفقودة على موقع أول موفي (الإنجليزية)
- المدينة المفقودة على موقع فيلمافينيتي (الإسبانية)
- المدينة المفقودة على موقع قاعدة بيانات الأفلام السويدية (السويدية)
- المدينة المفقودة على موقع قاعدة بيانات الفيلم (الإنجليزية)